# Underbarn

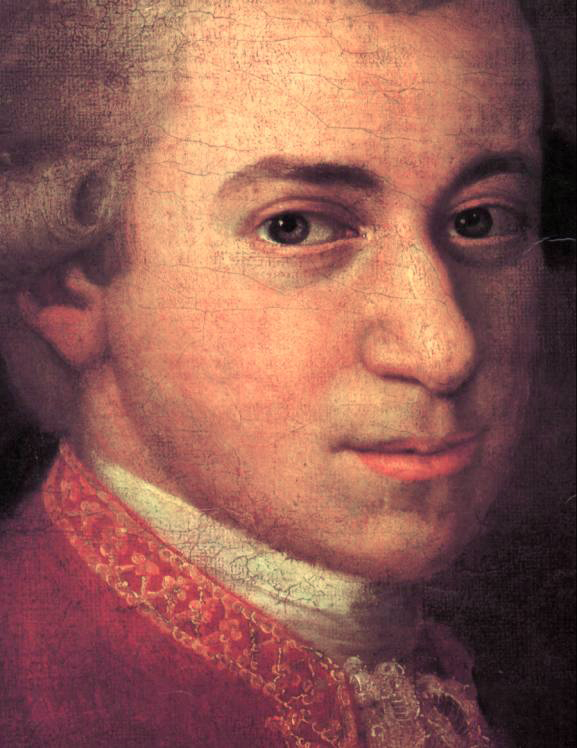
Wolfgang Amadeus Mozart började redan att komponera musik vid fem års ålder.

Ett underbarn är ett barn som fötts med speciella gåvor. Ett underbarn kan vara ett barn som är extremt musikaliskt, har mycket hög IQ eller en mycket hög språklig begåvning. 
Inom musik betraktas Wolfgang Amadeus Mozart som ett underbarn, Magnus Carlsen, Sergej Karjakin, Paul Morphy och José Capablanca i schackspel, Carl Friedrich Gauss, Srinivasa Ramanujan, John von Neumann, Terence Tao och Svante Janson i matematik, Pablo Picasso och Wang Ximeng inom konsten, samt Wayne Gretzky och Jim Thorpe inom idrotten.